# جسر بحيرة بونتشارترين
جسر بحيرة بونتشارترين (بالانجليزية: Lake Pontchartrain Causeway) عبارة عن جسرين متوازيين يمران فوق بحيرة بونتشارترين جنوب ولاية لويزيانا الأمريكية. ويبلغ طول الجسر حوالي 38.35 كم. واحتفظ بمركزه في موسوعة غينيس للأرقام القياسية كواحدٍ من أطول الجسور فوق الماء عالميًا لمدة بلغت أكثر من 50 عامًا. وأصبح لاحقًا جسر بحيرة بونتشارترين أطول جسر مستدام فوق الماء، ولقد تم تدعيم الجسرين بتسعة آلاف وخمسمائة عمودٍ من الخرسانة. ويقوم الجسر بربط منطقة ميتايري بمدينة ماندفيل.

## التاريخ
تعود فكرة إنشاء جسر ممتد عبر بحيرة بونتشارترين إلى برنارد دي مارينيي في أوائل القرن التاسع عشر. وفي العشرينيات، قدم اقتراح إلى إنشاء جُزر صناعية تكون مرتبطة ببعضها عن طريق سلسلة من الجسور. ويتم تمويل هذه الخطة من بيع المواقع الرئيسية في الجزر. اتخذ الجسر الحديث شكله سنة 1948 عندما وضع إيرنست إم لوب تصوُرًا للمشروع. وبسبب ضغطه ورؤيته، أنشأت الهيئة التشريعية لولاية لويزيانا ما يسمى الآن بلجنة الجسور. وقد تشكلت لتشييد الجسر وبنائه، والتي قامت بدورها بتعيين جيمس إي- والترز لمباشَرة المشروع.

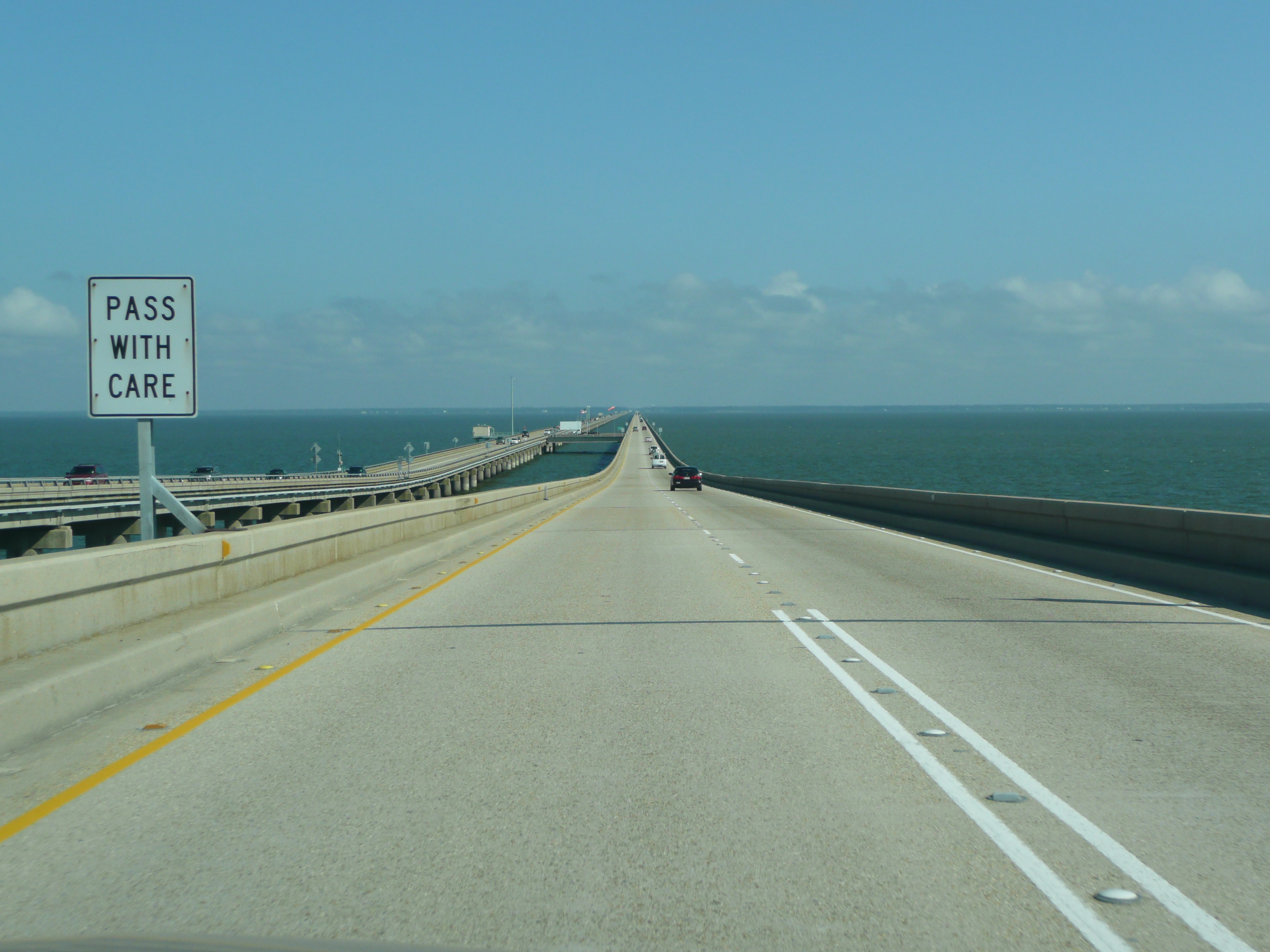
الاتجاه الشمالي على جسر بحيرة بونتشارترين

كان الجسر الأصلي مكونًا من مسارين ممتدين، بطول 38.40 كم. وتم افتتاحه عام 1956 بتكلفة تُقدَّر 46 مليون دولار (ما يعادل 340 مليون دولار في سعر الدولار لعام 2020). كما تم افتتاح مسارين ممتدين متوازيين بطول 15 مترا، وذلك في العاشر من شهر مايو عام 1969، بتكلفة وصلت إلى ستة وعشرين مليون دولار.
وفي 16 يونيو 1964، قامت الصنادل بجعل فجوة في الجسر مما تسبب بسقوط شاحنة ومصرع 6 اشخاص.
ويفرض هذا الجسر رسوما على السيارات التي تعبر من خلاله. ويتم جمع الرسوم من حركة المرور التي تسير على الجسر حتى عام 1999. ومن أجل تخفيف الازدحام على الشاطئ الجنوبي، تم إلغاء الرسوم المفروضة على الجانب الشمالي من الجسر. فتغيرت العائدات من للسيارات من 1.5 دولار في كل اتجاه إلى 3 دولارات، والتي يتم اخذها من على الشاطئ الشمالي للمرور المتجه جنوبًا فقط.

الجسر معروض من القمر الصناعي

ولقد عزز افتتاح الجسر إلى تقليل وقت القيادة إلى نيو أورلينز لما يقارب 50 دقيقة؛ وبذلك جلب الشاطيء الشمالي إلى مدينة نيو أورلينز الحضرية. وقبل بناء هذا الجسر، كان المقيمون في إبراشية سانت تاماني يستخدمون إما جسر مايستري أو جسر ريجوليتس.
وبعد حدوث إعصار كاترينا في 29 أغسطس 2005، أظهرت مقاطع الفيديو الأضرار التي لحقت بالجسر. ولم تتسبب العاصفة بارتفاع الماء تحت الجسر كما كان الحال بالقرب من جسر توين سبان، وكان الضرر منحصرًا في المناطق المحيطة. حيث فُقدَت حوالي سبع عشرة دعامة من الجسر. ولكن بقيت الأسس الهيكلية سليمة. ولا يُذكَر أبدًا أن الجسور قد لحقتها أضرار كبيرة جراء حدوث الأعاصير أو حوادث طبيعية أخرى، وهذا أمر نادر الحدوث في مجتمع الجسور. ولقد انحرفت الوحدات الصناعية القائمة لكابلات الألياف البصرية عن مكانها ولكنها ظلت سليمة عن طريق تحليل جهاز انعكاس مجال الوقت البصري (OTDR). ومع تضرر جسر توين سبان بشدة، تم استخدام الجسر كطريق رئيسي لفرق الإنعاش في المرتفعات الشمالية للوصول إلى نيو أورلينز. تمت إعادة فتح الجسر أولاً للطوارئ ثم تم فتحة لعامة الناس - مع وقف فرض الرسوم - وذلك في التاسع عشر من سبتمبر عام 2005. ولكن تم إعادة فرض الرسوم مرة أخرى بحلول منتصف أكتوبر في نفس العام.

## الجدل حول أطول جسر في يوليو 2011
كان جسر بحيرة بونتشارترين مُدرجًا على مدى عدة عقود في موسوعة غينيس للأرقام القياسية باعتباره أطول جسر في العالم. وفي يوليو 2011 قامت غينيس بتسمية جسر هايوان كوينغداو في الصين «كأطول جسر فوق الماء». وفي ذلك الوقت كان هناك بعض الجدل في الولايات المتحدة الأمريكية لأن صاحب الرقم القياسي السابق؛ جسر بحيرة بونتشارترين، تعارض مع تسمية غينيس ولا يزال يُطلق عليه أطول جسر. ولقد تمت هذه المطالبة بناءً على تحديد الاسم وفقًا لتعريفه وهو كم يبعد الجسر عن المياه، حيث يُقال إن جسر هايوان كوينغداو يمتد لحوالي 25.9 كيلومتر فقط، بينما يمتد جسر بحيرة بونتشارترين لحوالي 38.28 كيلومتر. وتقول مجموعة شاندون هاي سبيد، وهي الشركة التي تولت بناء الجسر، إن طوله الذي يمر بالبحر يبلغ في الواقع 25.171 كيلومتر. ومع ذلك، أعلنت موسوعة غينيس للأرقام القياسية أن جسر هايوان كوينغداو أطول بنسبة 42.5 كيلومتر بما في ذلك جزء الجسر الواقع على اليابسة والنفق الواقع تحت البحر.
وفي يوليو 2011، قامت موسوعة غينيس بتقسيم الجسور المقامة فوق الماء إلى فئتين: أطوال مستدامة، وأطوال كلية فوق سطح المياه. فأصبح جسر بحيرة بونتشارترين لاحقًا أطول جسر فوق الماء (مستدام) بينما أصبح جسر هايوان كوينغداو أطول جسر مُقام فوق الماء (كلي).

## وصلات خارجية
- الموقع الإلكتروني للجسر
- خرائط جوجل المصورة بالأقمار الصناعية